# Kleinerberg
Kleinerberg är ett berg i Österrike.   Det ligger i distriktet Kirchdorf och förbundslandet Oberösterreich, i den centrala delen av landet, 160 km väster om huvudstaden Wien. Toppen på Kleinerberg är 1 287 meter över havet, eller 122 meter över den omgivande terrängen. Bredden vid basen är 0,83 km. Kleinerberg ingår i Sengsengebirge.
Terrängen runt Kleinerberg är bergig åt sydväst, men åt nordost är den kuperad. Närmaste större samhälle är Molln, 18,9 km norr om Kleinerberg. 
I omgivningarna runt Kleinerberg växer i huvudsak blandskog. Runt Kleinerberg är det ganska glesbefolkat, med 29 invånare per kvadratkilometer.